# Реда, Орфео
Орфе́о Ре́да (итал. Orfeo Reda; род. 1932) — итальянский художник и скульптор.

## Биография

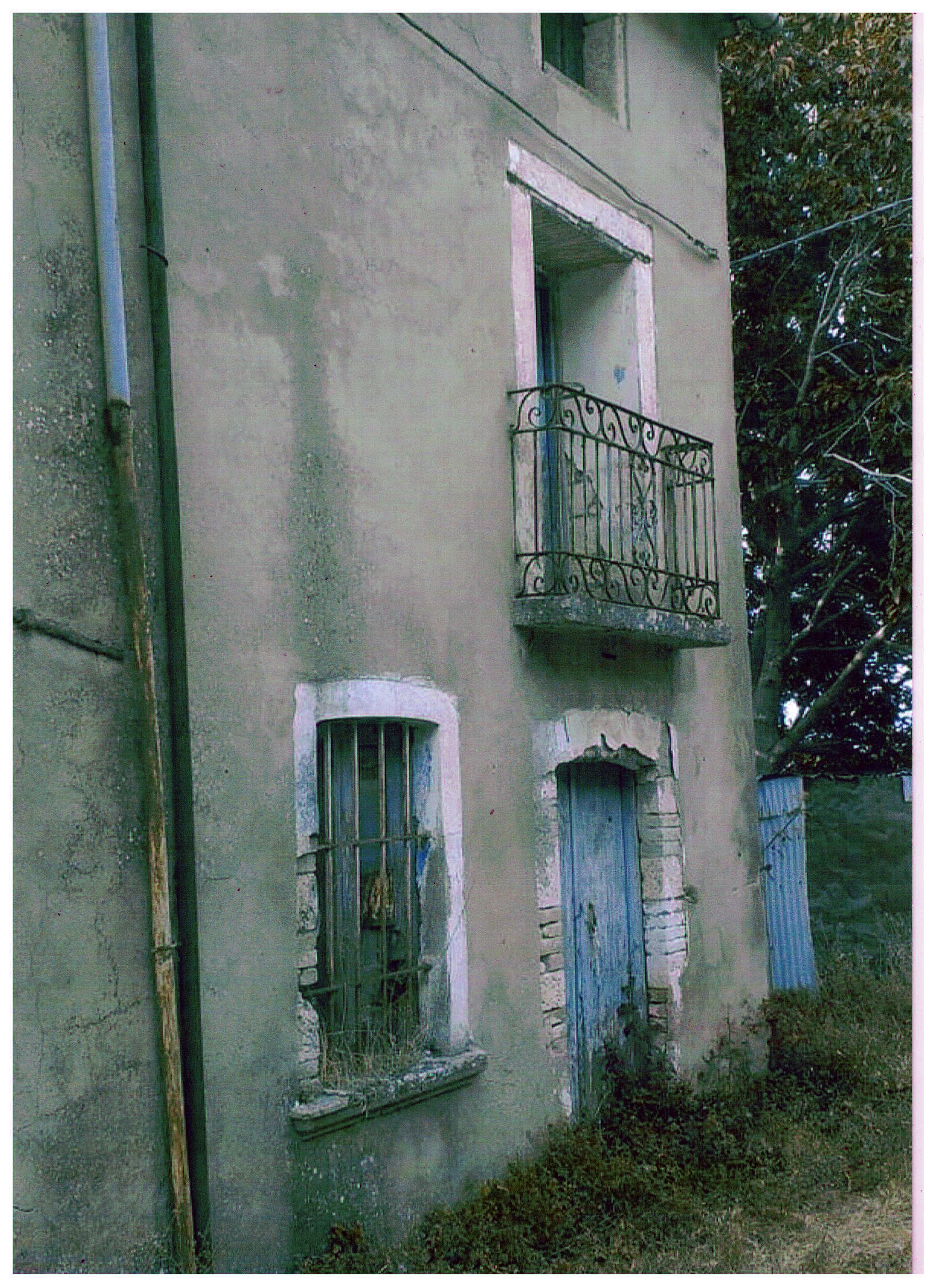
Родной дом художника

Родился 9 ноября 1932 года в местечке Каролеи региона Калабрия.
Уже в шестнадцать лет Орфео он выиграл свой первый приз на выставке Fiera Campionaria в Козенце, получив стипендию от Торгово-промышленной палаты. Продолжил своё образование в художественном институте, получив диплом в Liceo Artistico имени Маттиа Прети, где его учителем был известный историк искусств профессор Альфонсо Франджипане.
Затем Орфео Реда посвятил себя преподаванию художественных дисциплин: рисунок и история искусства в обычных и художественных школах. По настоящее время проживает в местечке Амантеа, где у него имеется собственная студия.
Его работы находятся в публичных коллекциях по всему миру. Он становился лауреатом многих наград, в числе которых: Riace Bronzes Prize (Реджо-ди-Калабрия), Masters of Italian art trophy (Сальсомаджоре-Терме), Kowloon Prize (Гонконг), Expo arte Tirrenia 20th edition (Валетта, где приз ему вручал Президент Мальты).

## Выставки
- Accademia D’Europa (Неаполь, 1985)
- Local Prize «il Glicine» (Амантеа, с благословения Святого Престола, 1986)
- Eur Art Expo (Рим, 1989)
- Premio Palazzo Reale Malta (Валлетта)
- Pantheon d’Oro (Помпеи, 1992)
- Florence Paint Exibition (Флоренция, 1994)
- Mostra Antologica — Galleria Amedeo Modigliani (Милан, 1995)
- 56-я Венецианская биеннале (Венеция, 2015)